# SATURDAY FUN
『SATURDAY FUN』は、エフエム北海道（AIR-G'）で放送されているラジオ番組。

## 出演
- サンプラザ中野くん
- 渡辺菜月